# Конвенція про Суецький канал
Конве́нція щодо забезпечення вільного плавання Суецьким каналом, створена 29 жовтня 1888 в Константинополі (Стамбулі). Конвенцію підписали Австро-Угорська імперія, Велика Британія, Німецька імперія, Іспанська імперія, Італія, Нідерланди, Російська імперія, Османська імперія, Французька республіка. До конвенції приєдналися Греція, Португалія, Швеція, Норвегія, Данія, Японська імперія, Китай. Османська імперія підписала конвенцію за Єгипет, який перебував у васальній залежності від неї.
Конвенція закріплює принцип вільного судноплавства «для всіх комерційних та військових суден без розрізнення прапора» як у воєнний, так і в мирний час. Сторони зобов'язались ні в чому не порушувати вільного користування каналом. Відповідно до проголошених конвенцією принципів нейтралізації та демілітарізації в Суецькому каналі заборонені «дії, що допущені війною» та «дії, ворожі або які мають за ціль порушення вільного плавання каналом».
Великій Британії вдалося закріпити своє головне положення в районі Суецького каналу. Передбачалась можливість недотримання статей конвенції, якщо це необхідно для «захисту Єгипту та підтримки суспільного порядку». Конвенція виходить із визнання прав Єгипту щодо Суецького каналу та покладає на нього обов'язки вживати заходів, необхідних для її дотримання.
До націоналізації Єгиптом Суецького каналу 26 червня 1956 року він фактично перебував під виключним контролем Великої Британії, яка неодноразово порушувала основні положення конвенції, і насамперед принцип вільного судноплавства.
Конвенція в цілому відповідає інтересам як Єгипту, так і всіх держав, які використовують канал, тому її чітке виконання необхідне для забезпечення нормальних умов для міжнародного судноплавства. Внаслідок англо-франко-ізраїльської агресії проти Єгипту 1956 року та ізраїльської агресії 1967 року проти Єгипту та деяких інших арабських країн, судноплавство Суецьким каналом переривалось.